# Yaurel
Yaurel es un barrio ubicado en el municipio de Arroyo en el estado libre asociado de Puerto Rico. En el Censo de 2010 tenía una población de 1589 habitantes y una densidad poblacional de 128,62 personas por km².

## Geografía
Yaurel se encuentra ubicado en las coordenadas 18°1′43″N 66°4′9″O / 18.02861, -66.06917. Según la Oficina del Censo de los Estados Unidos, Yaurel tiene una superficie total de 12.35 km², que corresponden a tierra firme.

## Demografía
Según el censo de 2010, había 1589 personas residiendo en Yaurel. La densidad de población era de 128,62 hab./km². De los 1589 habitantes, Yaurel estaba compuesto por el 25.87% blancos, el 59.41% eran afroamericanos, el 0.69% eran amerindios, el 0.06% eran asiáticos, el 9.88% eran de otras razas y el 4.09% pertenecían a dos o más razas. Del total de la población el 99.87% eran hispanos o latinos de cualquier raza.